# 仁寶電腦

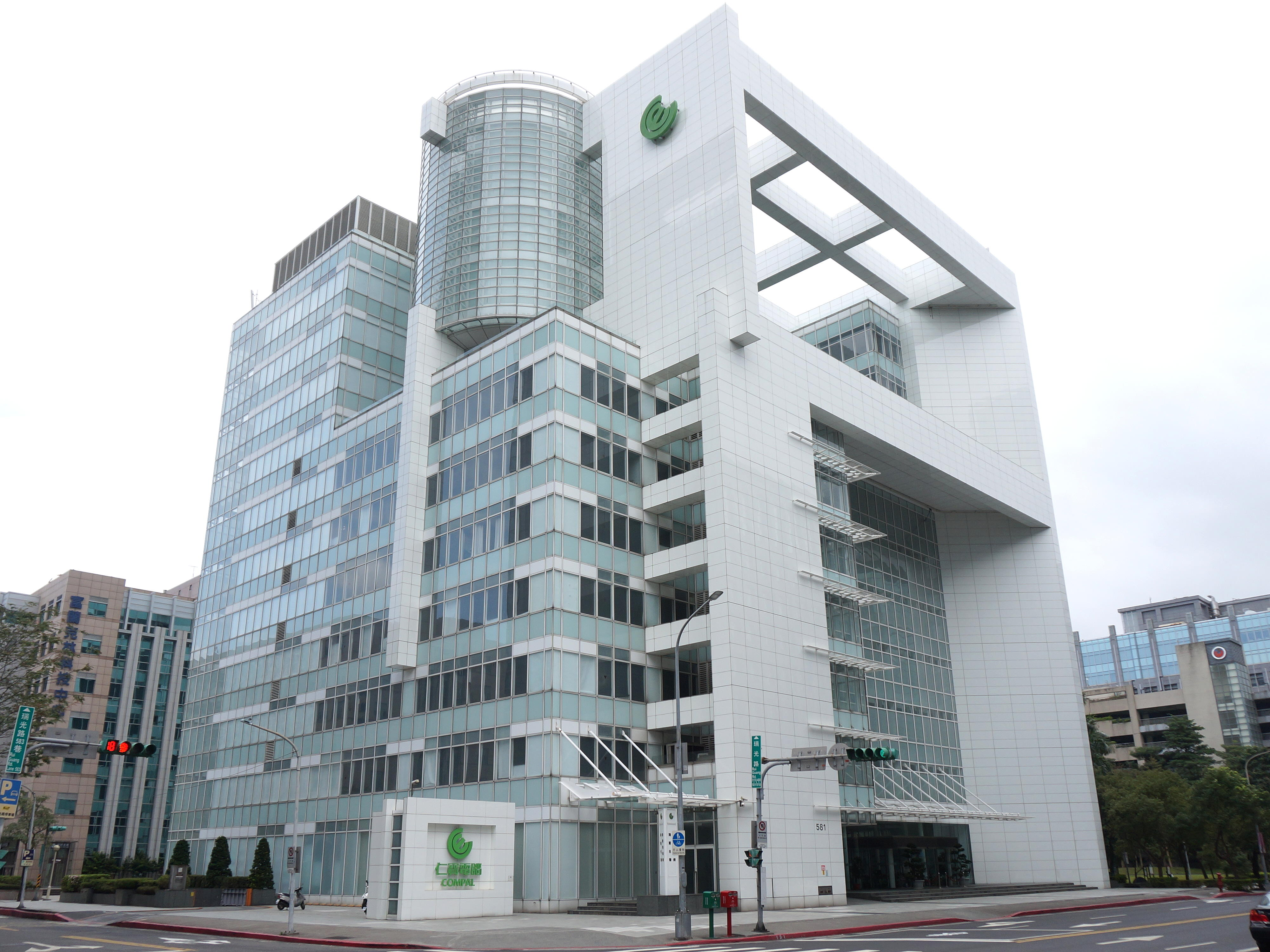
仁寶電腦工業股份有限公司

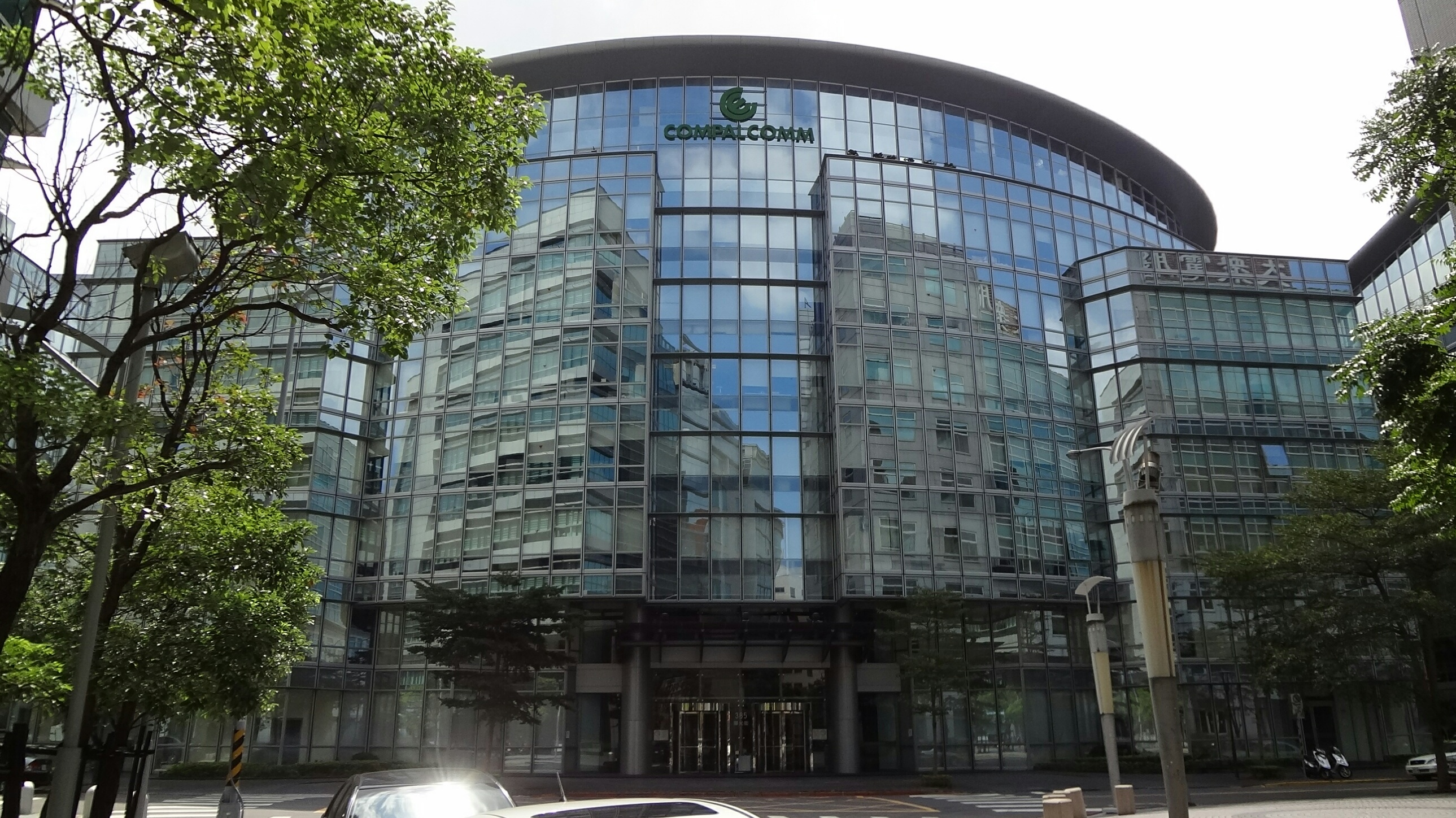
華寶通訊股份有限公司（2014年3月併入仁寶電腦工業股份有限公司）

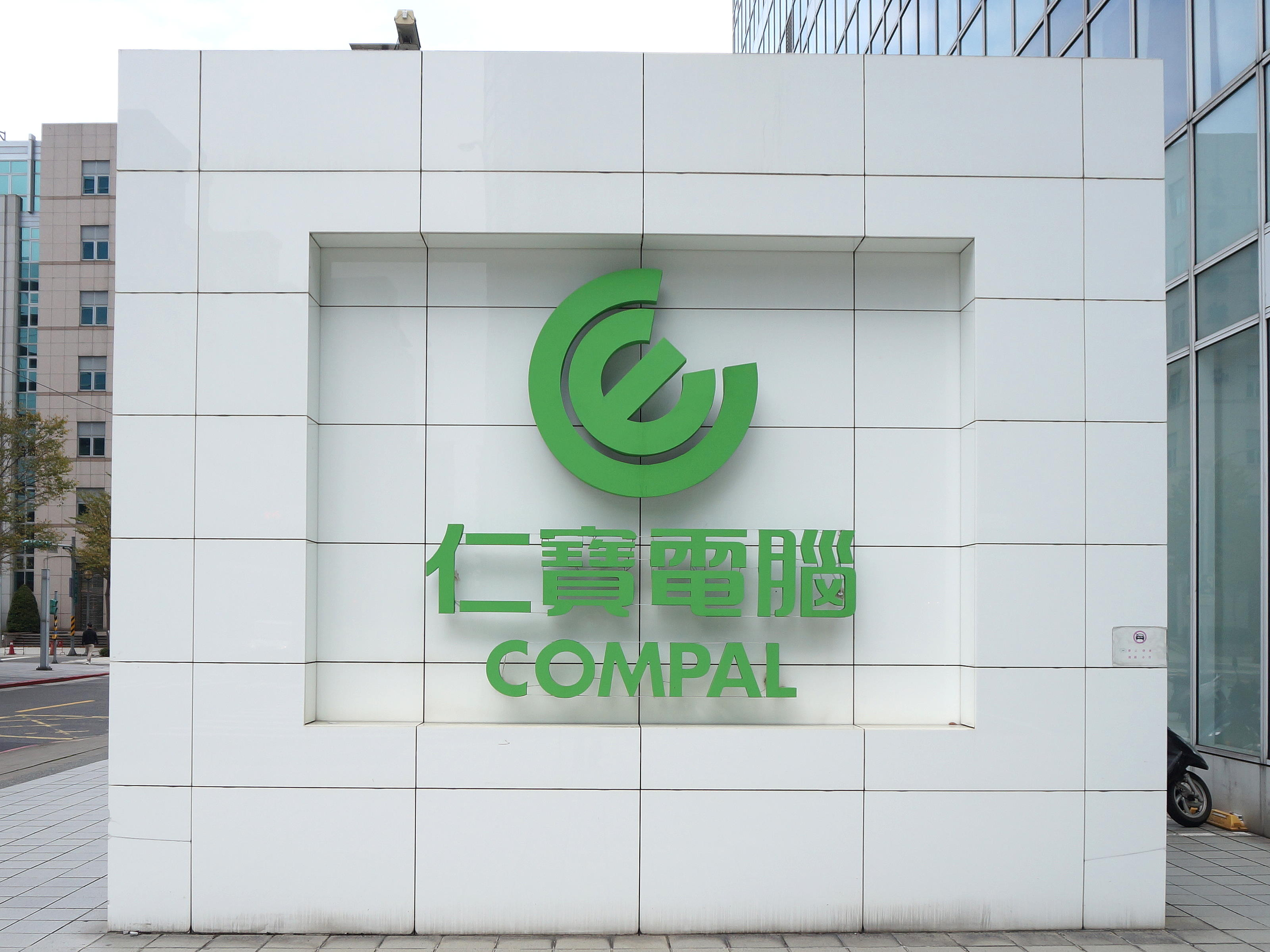
仁寶電腦工業股份有限公司商標牆

仁寶電腦工業股份有限公司（英語：Compal Electronics, Inc.；臺證所：2324）是台灣的筆記型電腦及智慧裝置設計製造代工廠(ODM)，近年積極發展新興事業，包括雲端伺服器(Cloud Server)、汽車電子(AEP)、智慧醫療與健康照護(Smart Medical & Healthcare)、5G及新世代通訊 (5G Communication)、工業電腦及工業物聯網(Industrial) 等事業，與金寶電子同為金仁寶集團兩大核心公司。目前企業總部位於台灣台北市，在中國大陸、越南、美國、巴西、墨西哥、波蘭設有生產基地和服務中心。現為台灣製造業第六大企業，多年名列《富比士雜誌》全球2000大企業、《財富雜誌》前500強，並為德國《iF產品設計獎》全球企業創新競爭力排名第11名。
媒體常將廣達、緯創、和碩聯合、英業達與仁寶合稱電子代工五哥。

## 歷史
- 1984年, 金寶電子在桃園縣（今桃園市）龜山工業區設置龜山廠，成立仁寶電子。
- 1987年, 仁寶電子更名為仁寶電腦工業股份有限公司, 專門生產與銷售電腦周邊設備。
- 1989年, 投入膝上型個人電腦(Laptop)開發, 同年11月正式量產。
- 1990年, 平鎮廠整建完成, 正式遷入。
- 1991年, 獲台灣證券交易所審查通過, 以第一類股上市, 首度擠入台灣個人電腦廠商出口產值前十大。
- 1994年, 創辦人許潮英董事長退休, 許勝雄先生當選為仁寶電腦新任董事長。
- 1996年, 股東會通過轉投資中國大陸案, 於大陸江蘇省昆山市投資設立仁寶電腦工業(中國)有限公司。
- 2000年, 投資華寶通訊股份有限公司, 深入行動電話產業領域。
- 2006年, 投資智易科技股份有限公司, 深入網通產業領域。
- 2007年, 投資越南, 設立海外第二生產基地。
- 2008年, 投資波蘭和巴西，設立NB維修中心及製造中心。
- 2009年, 仁寶電腦代工的宏碁小筆電熱賣，仁寶全年3790萬台筆電出貨量全球第一[2], 筆電全球市場佔有率近23%。
- 2012年10月，仁寶電腦大舉裁員逾百人[3]，管理層解釋原因為Android訂單不如預期，後續會將研發資源轉往Windows 8並將調整代工產品策略[4]。
- 2013年10月1日，仁寶電腦宣布以每股新台幣50.8元、溢價16.7%收購旗下手機代工廠商華寶通訊，預計本收購案整體金額最高達新台幣161.3億元。收購完成後，仁寶將與華寶合併，仁寶為存續公司，華寶將下市。仁寶本次預計最大收購數量為31.73萬張，是華寶發行股份的52.22%，最高收購金額為新台幣161.3億元，收購期間為2013年10月1日至11月19日[5]。2014年2月27日正式合併華寶通訊。
- 2018年6月1日，臺灣50指數宣布刪除仁寶電腦，中型100指數則納入仁寶電腦。
- 2020年, 成為Google Pixel手機系列的中階型號(a系列)的製造商。2020年首度年營業額破新台幣兆元。
- 2021年, 收購泰金寶位於美國印第安納州的工廠以強化車電業務競爭力。
- 2022年, 完成工業電腦“普達系統”公開收購, 擴大工業電腦布局。
- 2023年, 新增墨西哥工廠生產據點，加速車用電子產能擴展。
- 2023年2月28日, 金仁寶集團總部北士科新建工程正式開工動土，預計投資逾新台幣300億元, 興建地上55層, 地下4層, 總高266公尺的總部大樓。同年新增墨西哥工廠生產據點, 加速車用電子產能擴展。
- 2024年, 仁寶旗下普達系統併購英國硬體通路商Varlink[6]。
- 2024年, 仁寶與新光醫院簽署合作備忘錄，展開醫療人工智慧(AI)戰略合作[7]。
- 2024年11月, 仁寶瑞芳醫療長照設施大樓舉行動土奠基典禮, 投資金額近新台幣10億元，預計2028年完工啟用[8]。
- 2025年，仁寶位於波蘭的汽車電子新廠第一期工程正式完工，象徵仁寶在拓展歐洲汽車電子市場上的重要里程碑。[9]

## 全年產品出貨量
- 2010年，筆電4,800萬台[10]。
- 2011年，筆電4,050萬台[11]。
- 2012年，筆電3,940萬台[11]。
- 2013年，筆電3,900萬台[12]。
- 2014年，筆電4,300萬台，非筆電約3,280萬台。[13]
- 2022年，筆電3,900萬台[14]
- 2023年，筆電3,400萬台[15]
- 2024年，筆電3,230萬台。[16]

## 外部連結
- 仁寶電腦（繁體中文）（简体中文）（英文）（越南文）
- 台灣公司資料